# Ворен (Пенсилванија)
Ворен (енгл. Warren) град је у САД у савезној држави Пенсилванија. По попису становништва из 2010. у њему је живело 9.710 становника.

## Географија
Ворен се налази на надморској висини од 369 m.

## Демографија
Према попису становништва из 2010. у граду је живело 9.710 становника, што је 549 (5,4%) становника мање него 2000. године.
|                   | 2010.          | 2000.           |
| Укупно            | 9 710 (100,0%) | 10 259 (100,0%) |
| Белци             | 9 401 (96,82%) | 10 079 (98,25%) |
| Остали            | 117 (1,205%)   | 82 (0,799%)     |
| Хиспаноамериканци | 90 (0,927%)    | 40 (0,390%)     |
| Азијати           | 57 (0,587%)    | 37 (0,361%)     |
| Афроамериканци    | 45 (0,463%)    | 21 (0,205%)     |